# Хлеб Сава
Хлеб Сава је најраспрострањенији и најпродаванији тип белог хлеба у Србији, направљен од пшеничног брашна типа 500 (Т-500). Његова производња, максимална цена, састав и трговинска маржа деценијама су регулисани уредбама Владе Србије, што га чини кључним елементом социјалне политике и заштите животног стандарда грађана. Због ниске и контролисане цене, у јавности је познат под надимцима народни хлеб или хлеб за сиротињу, и представља симбол доступности основне животне намирнице најширим слојевима становништва.
Иако је бренд настао у оквиру Београдске пекарске индустрије (БПИ), назив „Сава” данас је одомаћен као генерички назив за сваки основни, законом регулисани хлеб од белог брашна, без обзира на произвођача.

## Историјат
Историја хлеба као темељне и симболички важне намирнице у Србији има дубоке корене, а један од најпознатијих примера је таин, војнички хлеб који је био део обавезног следовања српског војника у ратовима.
Сам бренд „Сава” лансирала је Београдска пекарска индустрија „Клас” (касније БПИ) крајем 1980-их година. Захваљујући стандардном квалитету и широкој дистрибуцији, брзо је постао најпродаванији хлеб на тржишту тадашње СР Србије.
Почетком 21. века, услед економских транзиција и осцилација цена, Влада Србије уводи механизме контроле како би спречила нагле скокове и заштитила стандард грађана. Прва свеобухватна Уредба о обавезној производњи и промету хлеба од брашна Т-500 донета је 2010. године, прописујући обавезну квоту производње и ограничену цену. Уредба је 2011. доживела корекцију наниже због пада цене брашна, што је био редак случај дефлаторног прилагођавања. Влада је 2019. накратко укинула уредбу, али ју је због наглог скока цена инпута поново увела 2021. године. Од тада, уредба се континуирано продужава, уз периодична усклађивања цене, а последња корекција догодила се у јулу 2025. године.

## Дефиниција и састав по Уредби
Уредба Владе Србије прецизно дефинише карактеристике хлеба који подлеже регулацији. Према последњој верзији („Службени гласник РС”, бр. 44/2025), хлеб „Сава” мора испуњавати следеће услове:
- Врста брашна: Пшенично бело брашно тип „Т-500”.
- Минимална тежина: Векна мора имати најмање 500 грама.
- Основни састојци за векну од 500 грама:

| Састојак     | Минимална количина (g) | Проценат удела (%) |
| ------------ | ---------------------- | ------------------ |
| Брашно Т-500 | 370 g                  | 74,00 %            |
| Со           | 7,4 g                  | 1,48 %             |
| Квасац       | 9,25 g                 | 1,85 %             |
| Адитиви      | 1,48 g                 | 0,30 %             |
| Вода         | ≈112 g                 | 22,37 %            |

Адитиви који се користе морају бити у складу са законом и служе побољшању својстава теста и одржавању свежине производа.

## Нутритивна вредност и квалитет
Нутритивно, хлеб „Сава” је типичан бели хлеб, богат угљеним хидратима.
Просечна нутритивна вредност на 100 грама производа:
- Енергетска вредност: 265–270 kcal
- Угљени хидрати: 49–53 g
- Протеини: 7–9 g
- Масти: 1–3 g
- Влакна: 2–3 g
- Со: 1,5–2 g

Због ниског садржаја влакана, има виши гликемијски индекс у поређењу са интегралним хлебовима. Перцепција квалитета у јавности је подељена; за већину је прихватљив основни производ, док га поборници здравије исхране критикују због употребе белог брашна и адитива.

## Рецепт за домаћу верзију
Иако се индустријски рецепт разликује, „Сава” се може припремити и код куће.
- 500 g брашна Т-500
- 340 ml млаке воде
- 1 кесица сувог квасца (7-10 g)
- 1 кашичица шећера
- 1,5 кашичица соли
- 1 кашика уља

Припрема: Квасац се активира у мало топле воде са шећером. Затим се сви састојци замесе док се не добије глатко тесто, које се остави на топлом месту да нарасте (око 1–1,5 сат). Након тога се премеси, обликује векна и остави да одстоји још 30 минута. Пече се у загрејаној рерни на 220°C око 25–30 минута.

## Регулација тржишта

### Механизам Уредбе
Уредба Владе Србије представља сложен механизам који регулише све фазе, од производње до малопродаје. Прописује се максимална произвођачка и малопродајна цена, па је тако уредбом из маја 2025. произвођачка цена била ограничена на 50,60 динара, а малопродајна на 59 динара. Произвођачи су дужни да произведу и ставе у промет хлеб „Сава” у количини од најмање 30% укупне дневне производње свих врста хлеба. Исту обавезу имају и трговци на мало, који у структури дневне набавке морају имати најмање 30% овог хлеба. Укупна трговинска маржа је ограничена на 6%, поврат непродатог хлеба (ремитенда) на 5%, а рок плаћања произвођачу не сме бити дужи од 20 дана. За кршење уредбе предвиђене су новчане казне од 100.000 до 2.000.000 динара и мера забране обављања делатности.

### Хронологија кретања цене
Цена хлеба „Сава” је у последње две деценије постепено расла. Године 2003. износила је око 20 динара, да би до 2010. достигла 44 динара. Након доношења уредбе и каснијег појефтињења, дужи период је била стабилна на 46 динара (2018–2021). Због раста трошкова, цена је 2022. повећана на 53,50 динара, а 2023. на 57 динара. Крајем 2024. цена је одређена на 59 динара, да би у јулу 2025, након дерегулације цене брашна, била повећана на 62 динара.

## Социо-економски значај
Хлеб „Сава” има велик социо-економски значај као најјефтинији хлеб на тржишту, чиме директно утиче на буџет најсиромашнијих домаћинстава. Одржавање ниске цене једна је од кључних мера Владе за очување социјалне стабилности. Захваљујући тој мери, Србија има најнижу цену основног хлеба у региону.

## Тржиште и утицај на пекарску индустрију
Процењује се да се у Србији дневно произведе око 3,5 милиона векни хлеба, а „Сава” чини значајан део те производње, често и до 80% продаје у великим трговинским ланцима. Пекарска индустрија је развила модел унакрсног субвенционисања, где се губитак или минимална зарада на хлебу „Сава” компензује вишим маржама на специјалним врстама хлеба и пецивима, чије цене нису регулисане. Овај модел омогућава пекарима да испуне законску обавезу, али ствара притисак на мале, занатске пекаре са мањим асортиманом.
Дугорочна контрола цена изазива бројне дебате. Произвођачи истичу да замрзнута цена није одржива због константног раста трошкова енергената и радне снаге, те се залажу за прелазак на тржишно формирање цена. Економисти, са друге стране, сматрају да вештачко одржавање ниске цене ствара дисторзије на тржишту, обесхрабрује инвестиције и може довести до пада квалитета. Такође, ова мера је у супротности са принципима слободног тржишта које заговара Европска унија.
Извесно је да ће се наставити притисак произвођача за усклађивањем цене са тржишним условима. Будућност хлеба „Сава” зависиће од баланса између социјалне политике државе и економске одрживости пекарске индустрије. Могући сценарији укључују наставак постојећег модела уз чешће корекције цена, постепену либерализацију тржишта или транзицију ка моделу директних субвенција за социјално угрожене грађане. Без обзира на будуће промене, хлеб „Сава” ће остати забележен као феномен који је деценијама обликовао прехрамбене навике и социјалну слику Србије.